# SES 4
«SES 4» /ˈses/ или /ˌesiː'es/ (русская транслитерация СЕС-4) — коммерческий геостационарный телекоммуникационный спутник, принадлежащий голландскому спутниковому оператору SES World Skies (часть люксембургской группы SES S.A.). Первоначальное название спутника — «NSS 14».
Космический аппарат (КА) предназначен для фиксированной спутниковой службы с зоной покрытия в Южной и Северной Америке, Европе, Африке и на Ближнем Востоке. «SES-4» заменит на орбите спутник «NSS-7» в орбитальной позиции 338°в. д. и станет самым большим и самым мощным спутником флота SES.

## Конструкция
КА «SES-4» основан на платформе Space Systems / Loral 1300 со сроком активного существования более 15 лет. Вес спутника на орбите — 5800 кг. Для коррекции орбиты, спутник оснащен российскими плазменными двигателями СПД-100. Мощность передаваемая модулю полезной нагрузки составляет 20 кВт.
Полезная нагрузка КА «SES-4» состоит из 52 транспондеров C-диапазона и 72 Ku-диапазона. Кроме того, на спутнике реализована возможность работы в кросс-диапазонном режиме, то есть трансформировать сигнал из частоты одного диапазона (канал Земля — Спутник) в частоту другого (Спутник — Земля).

### Лучи C-диапазона
Спутник располагает тремя лучами C-диапазона:
- Восточный луч с максимальным ЭИИМ стволов более 42 дБВт осуществляет покрытие Европы, Ближнего Востока и и Африки;
- Западный луч, также с максимальным ЭИИМ стволов более 42 дБВт предназначен для части территории Северной Америки и всей территории Южной Америки;
- Глобальный луч C-диапазона с максимальным ЭИИМ более 37 дБВт рассчитан на мобильных и морских пользователей и его в зону его видимости входят зоны покрытия Восточного и Западного лучей[5][7].

### Лучи Ku-диапазона
Спутник располагает четырьмя лучами Ku-диапазона:
- Североамериканский луч с ЭИИМ стволов 48 — 54 дБВт для службы на восточном побережье Северной Америки;
- Западноафриканский луч с ЭИИМ стволов 43 — 51 дБВт покрывает Центральную Африку;
- Южноамериканский луч с ЭИИМ стволов 43 — 51 дБВт покрывает почти всю Южную Америку;
- Европейско-ближневосточный луч с ЭИИМ стволов 43 — 51 дБВт предназначен для службы во всей Европе, Северной Африке и на Ближнем Востоке[5][7];

## Запуск спутника
Первоначально запуск был намечен на 26 декабря 2011 года с площадки 200Л (ПУ № 39) космодрома Байконур, но был перенесён примерно на 25 дней из-за проблем с комплексом командных приборов разгонного блока Бриз-М.
После устранения неполадок, новая дата запуска была назначена на 28—29 января 2012 года. Тем не менее, 27 января в процессе подготовки к пуску возникла ситуация потребовавшая снятия ракеты-носителя со стартового комплекса и транспортировки обратно в монтажно-испытательный комплекс. Из-за нештатной работы кабеля, предназначенного для электрических проверок оборудования первой ступени ракеты-носителя «Протон-М», передаваемая с его помощью телеметрия искажалась. Следующая попытка запуска спутника была намечена на 14 февраля 2012 года.
Запуск был успешно осуществлен 14.02.2012 в 22:36:37 МСК компанией International Launch Services (ILS) с помощью РН Протон-М с разгонным блоком Бриз-М. Он стал 373-м пуском РН «Протон» начиная с 1967 года и 70-м выполненным через компанию ILS. Кроме того, КА «SES-4» стал 50-м спутником во флоте компании SES.

### Проблема с раскрытием панели солнечной батареи
После успешного отделения от разгонного блока, у спутника возникли проблемы с раскрытием солнечных батарей (СБ). Одна из панелей полностью не раскрылась, после чего пришлось прибегнуть к использованию двигателей коррекции для раскачивания спутника. В результате, панель полностью раскрылась. Эта неполадка привела к переносу старта спутника «Сириус ФМ-6», построенном на той же платформе и имеющим аналогичную система развёртывания панелей СБ.